# Weyer (Duitsland)
Weyer is een plaats in de Duitse deelstaat Rijnland-Palts, en maakt deel uit van de Rhein-Lahn-Kreis.
Weyer telt 467 inwoners.

## Geschiedenis
Weyer werd in 1250 voor het eerst vermeld in een document van de Heren van Eppstein, en behoorde tot het zogenaamde Vierherrische. Na de reformatie in de 16e eeuw deed zich een merkwaardige situatie voor, waarbij de aartsbisschop van Trier een evangelische pastoor als beschermheer van de kerk in Weyer aanstelde. In 1755 werd Weyer toegewezen aan het Amt Reichenberg, en bleef daarmee tot 1806 tot Hessen behoren. Na enige tijd door Franse troepen bezet te zijn, werd Weyer in 1816 aan het hertogdom Nassau toegewezen. Sinds 1866 maakte het deel uit van de Pruisische provincie Hessen-Nassau, en in 1947 werd het onderdeel van het nieuwe land Rijnland-Palts. Sinds 1972 behoort de Ortsgemeinde Weyer tot de Verbandsgemeinde Loreley.

## Bestuur
De plaats is een Ortsgemeinde en maakt deel uit van de Verbandsgemeinde Braubach-Loreley. De gemeenteraad kent 12 raadsleden, die in juni 2009 zijn gekozen, en wordt voorgezeten door de burgemeester.
Allendorf · Altendiez · Arzbach · Attenhausen · Auel · Aull · Bad Ems · Balduinstein · Becheln · Berg · Berghausen · Berndroth · Bettendorf · Biebrich · Birlenbach · Bogel · Bornich · Braubach · Bremberg · Buch · Burgschwalbach · Charlottenberg · Cramberg · Dachsenhausen · Dahlheim · Dausenau · Dessighofen · Dienethal · Diethardt · Diez · Dörnberg · Dornholzhausen · Dörscheid · Dörsdorf · Ebertshausen · Ehr · Eisighofen · Endlichhofen · Eppenrod · Ergeshausen · Eschbach · Fachbach · Filsen · Flacht · Frücht · Geilnau · Geisig · Gemmerich · Gückingen · Gutenacker · Hahnstätten · Hainau · Hambach · Heistenbach · Herold · Himmighofen · Hirschberg · Holzappel · Holzhausen an der Haide · Holzheim · Hömberg · Horhausen · Hunzel · Isselbach · Kaltenholzhausen · Kamp-Bornhofen · Kasdorf · Katzenelnbogen · Kaub · Kehlbach · Kemmenau · Kestert · Klingelbach · Kördorf · Lahnstein · Langenscheid · Laurenburg · Lautert · Lierschied · Lipporn · Lohrheim · Lollschied · Lykershausen · Marienfels · Miehlen · Miellen · Misselberg · Mittelfischbach · Mudershausen · Nassau · Nastätten · Netzbach · Niederbachheim · Niederneisen · Niedertiefenbach · Niederwallmenach · Nievern · Nochern · Oberbachheim · Oberfischbach · Oberneisen · Obernhof · Obertiefenbach · Oberwallmenach · Oberwies · Oelsberg · Osterspai · Patersberg · Pohl · Prath · Reckenroth · Reichenberg · Reitzenhain · Rettershain · Rettert · Roth · Ruppertshofen · Sankt Goarshausen · Sauerthal · Scheidt · Schiesheim · Schönborn · Schweighausen · Seelbach · Singhofen · Steinsberg · Strüth · Sulzbach · Wasenbach · Weidenbach · Weinähr · Weisel · Welterod · Weyer · Winden · Winterwerb · Zimmerschied